# Radoje Ljubičić
Radoje Ljubičić, srbski general, * 4. december 1920, † 3. februar 1972.

## Življenjepis
Leta 1939 je vstopil v KPJ in leta 1941 v NOVJ. Med vojno je bil politični komisar več enot. Po vojni je bil sprva politični komisar divizije, načelnik uorave v poveljstvu VL, poveljnik letalske divizije, načelnik Višje vojaškoletalske akademije JLA,...
Končal je VVA JLA. Na političnem področju je zasedal položaj člana CK ZKJ za VL in ZO ter bil član CK ZK Srbije.